# Георгий Вардан
Георгий Вардан (др.-греч. Γεώργιος ὁ Βαρδάνης, ум. ок.1238) — византийский церковный деятель, епископ Корфу (Керкиры). Один из основных участников конфликта между церковью Эпира и Никейским патриархатом в начале 1230-х годах. Сохранилась обширная переписка Вардана и несколько его богословских трудов.

## Биография
Родился в Афинах в середине XII века. Будучи сыном местного епископа, он там же получил образование под руководством архиепископа Михаила Хониата. Затем Вардан стал священником Афинской церкви, сначала как ипомнематограф. 
После падения Константинополя в 1204 году Хониат вернулся в Грецию и сделал Вардана своим секретарём и присвоил звание хартофилакса. Для пропитания и проживания Хониат назначил Вардану монастырь на острове Кеос. Считая Вардана лучшим преподавателем в Греции, Хониат направлял к нему учеников. В 1214 году Хониант отправил Варадана в Константинополь обсуждать объединение церквей, а затем в Никею. Не сумев добиться расположения никейского патриарха Мануила, Вардан вернулся в Грецию. Около 1222 года Хониат скончался, оставленный своими приближёнными, большая часть которых перебралась в более безопасный Эпир; среди них был и Георгий Вардан. После смерти учителя он перевёз в Эпир труды Хониата. 
В Эпире Георгий Вардан нашёл покровителя в лице митрополита Иоанна Апокавка. Вначале Апокавк хотел сделать Вардана епископом Воницы но, получив информацию о смерти керкирского епископа Василия Педиадита изменил свои планы. По рекомендации Феодоры Петралифы синод в Арте назначил Вардана епископом Корфу в 1219 году.
К 1230 году Георгий Вардан стал значительной фигурой в Эпирской церкви, участвую в переговорах с латинской церковью и патриархатом в Никее. Поддержал императорскую коронацию Феодора Дуки. 
В награду за заслуги правительница Эпира Феодора в 1228 году даровала ему хрисовул, который Георгий повелел высечь в камне. В 1231 и 1235 годах он продолжительное время выполнял дипломатические поручения в Италии. Вторая миссия ко двору императора Фридриха II и папы Григория IX преследовала цель удержать Фридриха от завоевания Корфу. Прибыв в Отранто 15 октября 1235 года, Вардан вскоре заболел. Некоторое время он провёл в монастыре святого Николая в Казоле у настоятеля Нектария. Поскольку болезнь не прекращалась, Георгий переехал в Отранто, где прожил шесть месяцев в доме Иоанна Грассо, поэта и секретаря императора Фридриха. Когда епископ поправился, фессалоникийский император Мануил Дука отозвал его домой. Находясь в Италии он принял участие в дискуссии о чистилище, о чём оставил отчёт.
Вернувшись из Италии, Вардан обнаружил остров под контролем деспота Михаила II, хотя формальным правителем продолжал считаться его дядя Мануил. Георгий организовал оборону острова, однако в декабре 1236 года Корфу всё равно сдался Михаилу.